# Кодылев, Александр Михайлович
Алекса́ндр Миха́йлович Ко́дылев (13 апреля 1956, Москва, СССР) — советский футболист. Полузащитник.

## Карьера
Воспитанник ФШМ «Москва». За свою карьеру выступал в советских командах «Спартак» (Москва), «Спартак» (Рязань), «Искра» (Смоленск), ЦСКА, «Торпедо» (Москва), «Рубин» (Казань). После завершения карьеры игрока тренировал детей в СДЮШОР «Юность Москвы-ФШМ» Москва.